# Гуць Михайло Васильович
Михайло Васильович Гуць (11.06.1930, с. Янівка Долинського повіту Станіславського воєводства, нині Іванівка Рожнятівського району Івано-Франківської области — 05.08.2020, Київ) — український фольклорист, славіст, педагог і громадсько-культурний діяч. Кандидат філологічних наук (1970), професор (1998). Член НСЖУ (1982).

## Життєпис
Закінчив 1955 Чернівецький університет. Учителював у сільській школі в Путилівському районі Чернівецької области.
З 1958 навчався в аспірантурі Інституту мистецтвознавства, фольклористики та етнографії АН УРСР (спеціальність "сербський фольклор", науковий керівник — професор М. І. Кравцов).
З 1961 працював у відділі фольклористики ІМФЕ АН УРСР. У 1966 Михайла Гуця звільнили з роботи в Академії наук як "неблагонадійного".
У 1967–88 — редактор видавництва «Радянська школа». Паралельно займався науково-педагогічною діяльністю.
У 1993–98 — викладач української мови катедри українознавства Київського військового інституту управління і зв'язку.
З 1998 — доцент, професор катедри слов'янської філології та загального мовознавства Міжнародного інституту лінгвістики і права (нині Київський міжнародний університет).
Був членом правління товариства "Україна — Сербія".

## Наукова діяльність
Упорядкував антологію «Сербохорватські народні пісні» (1970), збірник «Народні пісні з-над Дністра» в записах Євгенії Ярошинської (1972, також є автором вступної статті й приміток).
Співупорядник альбому «Леся Українка. Життя і творчість у документах, фотографіях, ілюстраціях» (1979; 1986; вступна стаття Олеся Гончара); посібників «Українська мова у професійному спілкуванні» (2004) та «Українська мова в діловому спілкуванні» (2005); хрестоматії «Сузір'я українських талантів (1871 року народження)» (у 2-х т., 3-х кн., 2012; усі — Київ).
Досліджував творчість класиків української літератури, культурних діячів сучасности, зокрема Бориса Кирдана, В. Скрипки, Федора Погребенника, Леопольда Ященка.
Був одним із організаторів (у 1994—1998 роках, разом із професором А.І.Мамалигою, професором І.П.Ющуком та доцентом О.М. Пазяк) перших щорічних науково-практичних конференцій із питань функціонування й розвитку української мови на базі Інституту журналістики Київського національного університету імені Тараса Шевченка.

### Основні наукові праці
Монографії:
- Сербо-хорватська народна пісня на Україні. Київ, 1968. 206 с.
- Тарас Шевченко в науковому і мистецькому вимірах. Київ, 2015. 131 с.

Статті:
- Маловідомі переспіви і переклади сербських народних пісень українською мовою (окремий відбиток з «"Міжслов'янських літературних взаємин»"). Київ, 1963. С. 162-195.[5]
- Лисенко і пісенна культура народів Югославії // Микола Лисенко – борець за народність і реалізм у мистецтві. Київ, 1965.
- Вук Караджич і українська фольклористика // Вуков зборник. Београд, 1966.
- Визвольні ідеї в сербсько-хорватському епосі // Визвольний рух слов'ян у народній пісенній творчості XVII–XIX ст. Київ, 1971.
- Сербский народный эпос в украинских переводах // Преводна књижевност: Зборник радова ХХІІІ–XXVI београдских преводилачких сусрета 1997–2001. Београд, 2002.
- Сузір'я українських талантів 1871 року народження та Іван Франко. Київ, 2016 (Електронний документ)[6].

## Літературна і музична творчість
Автор збірки поезій «Під зоряним небом України» (Київ, 2016).
Здійснив переклади українською мовою сербських народних пісень: історичних, ліричних, календарно-обрядових (увійшли до антології «Сербсько-хорватські народні пісні»).
Був постійним учасником народного хору «Гомін» під орудою Леопольда Ященка від початку існування цього мистецького колективу (з 1969).